# ラファエル・ベニテス
ラファエル・ベニテス・マウデス（Rafael Benitez Maudes, 1960年4月16日 - ）は、スペイン・マドリード出身の元サッカー選手、現サッカー指導者。現役時代のポジションはディフェンダー。愛称「ラファ (Rafa) 」。

## 概要
スペインの首都マドリードに生まれ、レアル・マドリードの下部組織に入団した。下部リーグ時代は大学での勉学とサッカーを両立させていたが、度重なる怪我に悩まされ、26歳でレアル・マドリードのコーチングスタッフになる道を選んだ。U-19チームとリザーブチームのコーチを経験した後、トップチームのアシスタントマネージャーになった。その後、レアル・バリャドリードとCAオサスナで監督として指揮を振るい、1997年にはセグンダ・ディビシオン（2部）のCFエストレマドゥーラをプリメーラ・ディビシオン（1部）に昇格させたが、翌シーズンには再びセグンダ・ディビシオンに降格させた。1年間のインターバルを経て、2000年に就任したCDテネリフェでは再び昇格という結果を残した。2001年にバレンシアCFの監督に就任すると、1年目からリーガ・エスパニョーラ優勝を果たし、ドン・バロン紙とエル・パイス紙のリーグ最優秀監督に選出された。2004年には2度目のリーグ優勝とUEFAカップ優勝を果たしたが、首脳陣との対立からチームを離れた。
2004年に就任したリヴァプールFCでは就任初年度にUEFAチャンピオンズリーグ優勝を果たした。2006年にはFAカップ優勝を果たし、2007年にはUEFAチャンピオンズリーグで準優勝を果たした。このように国内外のカップ戦では好成績を残したものの、退任までにプレミアリーグのタイトルは獲得できなかった。2010年にイタリアのインテル・ミラノ監督に就任したが、半年で退任した。

## 経歴

### 選手時代
レアル・マドリード・アフィシオナドス（4部）とレアル・マドリード・カスティージャ（2部）でミッドフィールダーとしてプレーした。その一方でマドリード政治大学のスポーツ学部の学生でもあり、1982年に体育の学位を取得した。スペイン大学生選抜として3試合に出場している。1979年、メキシコで行われるユニバーシアードのためにU-19スペイン代表に選出され、10-0と圧勝したキューバ戦でPKを決めたが、次のカナダ戦で激しいタックルを受けて負傷した。この怪我のために1年もの間プレーできず、有名選手になるチャンスをあきらめることになった。1981年、テルセーラ・ディビシオンのADパルラにレンタル移籍し、セグンダ・ディビシオンB（3部）昇格に貢献した。1985年、エンリケ・マテオスが指揮していたセグンダ・ディビシオンBのリナレスCFに移籍し、選手兼コーチとしてプレーした。先の負傷のために1985-86シーズンをほとんど丸々棒に振り、現役を引退した。

### ユースコーチ時代
1986年、26歳の時にレアル・マドリードのコーチングスタッフに就き、1986-87シーズンからレアル・マドリード・カスティージャBのコーチとなり、1987年と1989年の2度のリーグタイトルを獲得した。1990年にはレアル・マドリード・ユースBでリーグ優勝した。1990-91シーズンが半分ほど過ぎた頃、ホセ・アントニオ・カマーチョ監督の後任としてレアル・マドリードU-19のコーチとなり、1991年と1993年のスペインU-19カップで優勝した。1989年にコーチングライセンスを取得し、1990年夏にカリフォルニアのカリフォルニア大学デービス校のフットボールキャンプで教えた。1992-93シーズンはマルセリーノ・ガルシア・レモン監督が率いるレアル・マドリードBで働き、スペインU-19カップ優勝の功績によって1993-94シーズンからガルシア・レモンの後任となった。レアル・マドリードBはセグンダ・ディビシオン（2部）に所属しており、初采配試合となった1993年9月4日のエルクレスCF戦には3-1で勝利した。1994年3月、ビセンテ・デル・ボスケ監督率いるトップチームのアシスタント・マネージャーとなったが、1994-95シーズンは再びレアル・マドリードBのコーチとなった。

### 下積み時代
1995-96シーズンにはレアル・マドリードを離れてレアル・バリャドリードの監督に就任したが、23試合を率いて2勝しか挙げられずに最下位に低迷し、シーズン途中に解任された。1996-97シーズン途中、セグンダ・ディビシオンのCAオサスナの監督に就任したが、9試合を率いて1勝のみにとどまり、またもや解任された。1997-98シーズンに指揮を取ったセグンダ・ディビシオンのCFエストレマドゥーラでは42試合で23勝し、デポルティーボ・アラベスに続く2位でのプリメーラ・ディビシオン（1部）昇格に導いた。1998-99シーズンはプリメーラ・ディビシオン残留を果たしたが、1999-2000シーズンは17位に終わり、昇格・降格プレーオフでビジャレアルCFに敗れてセグンダ・ディビシオン降格となった。ベニテスはこのシーズン限りで辞任し、イングランドとイタリアに1年間コーチングの勉強に赴くとともに、ユーロスポーツ、マルカ紙、エル・ムンド紙などで解説やコメンテーターを務めた。2000年、ミスタ、クーロ・トーレス、ルイス・ガルシアなどがいたセグンダ・ディビシオンのCDテネリフェの監督に就任すると、セビージャFC、レアル・ベティスに続いて3位に躍進し、プリメーラ・ディビシオン昇格を果たした。

### バレンシアCF時代
2001年、エクトル・クーペルの後任としてバレンシアCF監督に就任した。バレンシアCFはハビエル・イルレタ、マネ、ルイス・アラゴネスを指揮官候補に考えていたが、3人ともに断られていた。ベニテスはより攻撃的なスタイルを導入し、ミスタは2003-04シーズンに19ゴールを決める活躍を見せ、クーロ・トーレスはスペイン代表に選出されるまでになった。2001-02シーズンには2位のデポルティーボ・ラ・コルーニャに勝ち点7差をつけ、クラブにとって31年ぶりとなるリーグタイトルを就任1年目で獲得した。2002-03シーズンはレアル・マドリードに勝ち点18も離されてリーグ戦5位に終わる悔しいシーズンとなったが、UEFAチャンピオンズリーグでは準々決勝まで到達した。2003-04シーズンは前年とは異なる展開を見せた。3試合を残して2シーズンぶりのリーグ制覇を果たし、UEFAカップでは決勝でオリンピック・マルセイユに2-0で勝利して優勝した。それらの成功にもかかわらず、希望する選手の獲得が果たされないことや新契約などの面でスポーツディレクターのヘスス・ガルシア・ピタルチと対立し、2004年6月にバレンシアCFの監督を辞任した。サミュエル・エトオを希望したのにもかかわらずフロントが獲得したのはファビアン・カノッビオだったことを、「ソファを頼むとランプスタンドが送られてくる」と皮肉をこめて語った。

### リヴァプール時代
2004-05シーズンからはイングランドプレミアリーグ・リヴァプールFCと契約を結ぶ。リヴァプールFCでは、就任1年目にして、UEFAチャンピオンズリーグで優勝。特にミランとの決勝戦はチャンピオンズリーグ史に残る名勝負であった。
2005-06シーズンにはFAカップを獲得。
2006-07シーズンには再びUEFAチャンピオンズリーグ決勝進出を果たすも、2年前の雪辱に燃えるミランの前に敗れた。
2007-08シーズンはクラブのオーナー交替があり、補強方針などをめぐってオーナーとベニテスの関係は一時険悪となった。オーナー側はベニテスを解任し、ユルゲン・クリンスマンを後任に据えることを画策するが、サポーターがベニテス支持を表明してデモ行進などを行ったため、ベニテスは続投となった。このシーズン、UEFAチャンピオンズリーグは準決勝まで勝ち上がったものの、チェルシーFCに敗退し、無冠に終わった。
2008-09シーズン開幕前にも辞任の噂が流れたが、リーグ戦で2位、UEFAチャンピオンズリーグでは準々決勝進出の結果を残した。
2009-10シーズンはリーグ戦7位と低迷し、UEFAチャンピオンズリーグ出場権を逃した。また、UEFAチャンピオンズリーグではグループリーグで敗退し、UEFAヨーロッパリーグでも決勝に勝ち残ることができなかった。
2010年6月3日、5年契約のうち4年を残しての契約解除に同意し、両者合意により退団した。

### インテル時代
2010年6月8日、ジョゼ・モウリーニョの後任としてインテル・ミラノの監督に就任。スーペルコッパ・イタリアーナとFIFAクラブワールドカップのタイトルを獲得したものの、セリエAでは11月のブレシア戦後、4試合未勝利など不調に陥った。最終的にマッシモ・モラッティ会長との不和などから、就任から半年足らずの12月23日にクラブと双方合意の上で契約を解除した。後年になってベニテスは自身が希望する選手を獲得しなかったとインテルを批判したが、在籍時から不和が生じていたモラッティはベニテスについて「性格に難があった」と酷評している。

### チェルシー時代
2012年11月21日、解任されたロベルト・ディ・マッテオの後任としてチェルシーの暫定監督に就任した。契約期間は2012-13シーズン終了まで。
しかし、リヴァプール時代のモウリーニョとの舌戦から、サポーターからは歓迎されなかった。UEFAヨーロッパリーグではチェルシーを初優勝に導きリーグ戦は3位とCL圏内に入った。

### ナポリ時代
2013年5月27日、退任したワルテル・マッツァーリの後任としてSSCナポリの監督就任が決定。就任1年目の2013-14シーズンはリーグ戦はチャンピオンズリーグ出場圏内の3位、コッパ・イタリアを制覇した。
2014-15シーズンはチャンピオンズリーグの予備予選で敗退、ヨーロッパリーグに回ることとなった。ユヴェントスとのスーペルコッパは獲得したものの、リーグ戦は5位に終わりヨーロッパリーグでは準決勝で敗退した。2015年5月にシーズン終了後の退団を発表。

### レアル・マドリード時代
2015年6月3日、レアル・マドリードの監督に就任。3年契約を結んだ。2016年1月4日、チームが求める程の成績を収める事が出来ず解任されることが発表された。

### ニューカッスル・ユナイテッド時代
2016年3月11日、3年契約でニューカッスル・ユナイテッドFCの監督に就任した。前任者のスティーヴ・マクラーレン時の悪い流れもあり、成績不振でプレミアリーグ降格危機の中、ベニテス就任後は成績が好転したが、プレミアリーグの残留はならずEFLチャンピオンシップへ降格した。降格によりムサ・シソコやジョルジニオ・ワイナルドゥムなどの主力選手がチームを離れたが、チームはEFLチャンピオンシップで好成績を治め、2017年4月24日のプレストン戦に勝利したことで、2017-18シーズンからプレミアリーグに昇格することが決まった。また5月7日のバーンズリーFC戦に勝利したのに対し、首位のブライトンがアストン・ヴィラFCに敗れたため、2部リーグ優勝も決定した。以降2シーズンプレミアリーグに残留させ、2019年6月24日に退任した。

### 大連一方時代
2019年7月2日、大連一方足球倶楽部の監督に就任。2021年1月23日に退任した。

### エヴァートン時代
2021年6月30日、エヴァートンFCの監督に就任した。しかし、リーグ下位に低迷し、2022年1月16日に解任された。

### セルタ時代
2023年6月23日、セルタ・デ・ビーゴの監督に就任した。2023-24シーズンのコパ・デル・レイでは準々決勝まで進出したものの、リーグ戦においてチームは降格圏手前まで低迷し、シーズン途中の2024年3月12日に解任された。

## 家族
母親はレアル・マドリードの熱心なファンであり、父親はアトレティコ・マドリードのファンである。ホテルマンだった父親は、ラファエルがFIFAクラブワールドカップのために日本に滞在していた2005年12月に死去した。1998年に結婚し、1999年と2002年生まれの二人の娘がいる。
長女はマドリードで生まれ、次女はバレンシアで生まれた。

## その他
- スペイン語、英語、イタリア語を自在に操る[26]。

- サッカー選手（レアル・マドリードの選手）として初めて貰った給料は50ペセタ。これはユース時代にアトレティコ・マドリードとのダービーで引き分けたことによるボーナスであった。[27]

## タイトル

### クラブ
バレンシアCF
- プリメーラ・ディビシオン (2001-02, 2003-04)
- UEFAカップ (2003-04)

リヴァプールFC
- FAカップ (2005-06)
- FAコミュニティ・シールド (2006)
- UEFAチャンピオンズリーグ (2004-05)
- UEFAスーパーカップ (2005)

インテル・ミラノ
- スーペルコッパ・イタリアーナ (2010)
- FIFAクラブワールドカップ (2010)

チェルシーFC
- UEFAヨーロッパリーグ (2012-13)

SSCナポリ
- コッパ・イタリア (2013-14)
- スーペルコッパ・イタリアーナ (2014)

### 個人
- ドン・バロン・アワード最優秀監督:1回（2001-02）
- UEFAクラブ・フットボール・アワード最優秀監督賞:2回（2003-04、2004-05）
- UEPSヨーロッパ年間最優秀監督:1回（2005）
- プレミアリーグ月間最優秀監督：7回（2005年11月、2005年12月、2007年1月、2008年10月、2009年3月、2013年4月、2018年11月）
- EFLチャンピオンシップ月間最優秀監督:1回（2016年10月）

## 監督成績
2022年1月15日現在
| クラブ                       | 国                 | 就任           | 退任           | 記録  | 記録 | 記録 | 記録 | 記録   |
| クラブ                       | 国                 | 就任           | 退任           | 試    | 勝   | 分   | 敗   | 勝率   |
| ---------------------------- | ------------------ | -------------- | -------------- | ----- | ---- | ---- | ---- | ------ |
| レアル・バリャドリード       | スペインの旗       | 1995年         | 1996年         | 28    | 4    | 10   | 14   | 014.29 |
| オサスナ                     | スペインの旗       | 1996年         | 1996年         | 11    | 3    | 4    | 4    | 027.27 |
| エストレマドゥーラ           | スペインの旗       | 1997年7月1日   | 1999年6月30日  | 92    | 36   | 26   | 30   | 039.13 |
| テネリフェ                   | スペインの旗       | 2000年7月19日  | 2001年6月30日  | 42    | 21   | 11   | 10   | 050.00 |
| バレンシア                   | スペインの旗       | 2001年7月1日   | 2004年6月14日  | 163   | 87   | 43   | 33   | 053.37 |
| リヴァプール                 | イングランドの旗   | 2004年6月16日  | 2010年6月3日   | 350   | 194  | 77   | 79   | 055.43 |
| インテル                     | イタリアの旗       | 2010年6月10日  | 2010年12月23日 | 25    | 12   | 6    | 7    | 048.00 |
| チェルシー                   | イングランドの旗   | 2012年11月21日 | 2013年5月27日  | 48    | 28   | 10   | 10   | 058.33 |
| ナポリ                       | イタリアの旗       | 2013年5月27日  | 2015年6月1日   | 112   | 59   | 28   | 25   | 052.68 |
| レアル・マドリード           | スペインの旗       | 2015年6月3日   | 2016年1月4日   | 25    | 17   | 5    | 3    | 068.00 |
| ニューカッスル・ユナイテッド | イングランドの旗   | 2016年3月11日  | 2019年6月24日  | 146   | 62   | 31   | 53   | 042.47 |
| 大連一方                     | 中華人民共和国の旗 | 2019年7月2日   | 2021年1月23日  | 38    | 12   | 8    | 18   | 031.58 |
| エヴァートン                 | イングランドの旗   | 2021年6月30日  | 2022年1月16日  | 22    | 7    | 5    | 10   | 031.82 |
| 合計                         | 合計               | 合計           | 合計           | 1,170 | 572  | 280  | 318  | 048.89 |